# Louis-Pierre Deseine
Louis-Pierre Deseine (Parigi, 20 luglio 1749 – Parigi, 11 ottobre 1822) è stato uno scultore francese.

## Biografia

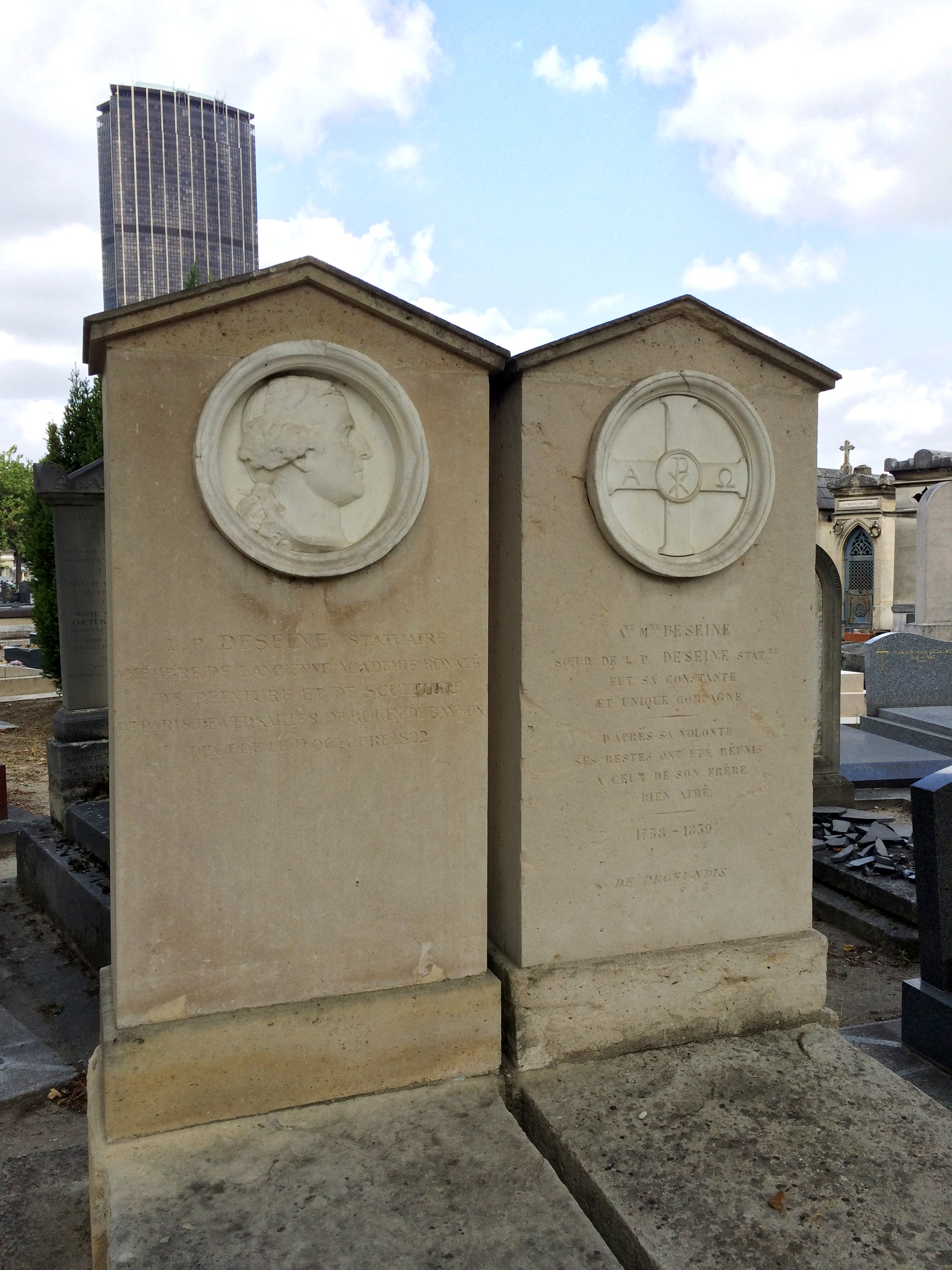
Tomba di Deseine al Cimitero di Montparnasse, Parigi

Louis-Pierre Deseine era figlio di Louis-André Deseine, maestro falegname, e di Madeleine Potier, mentre suo fratello maggiore era lo scultore Claude André Deseine (1740-1823).
Ebbe come primo maestro Edme Dumont, padre di Jacques-Edme Dumont, mentre in seguito divenne allievo di Louis-Philippe Mouchy, di Guillaume Coustou e di Augustin Pajou, di cui espose il ritratto in busto al Salon del 1785. Nel 1780 ottenne il Prix de Rome per la scultura e nel 1785 l'approvazione dell'Académie royale de peinture et de sculpture. Nel 1791 divenne membro dell'Académie, mentre nel 1814 ne redasse una storia per la casa editrice Le Normant.
Scultore neoclassico al servizio del Principe di Condé, rimase fedele ai Borboni durante la Rivoluzione e l'Impero.
Venne nominato cavaliere dell'Ordine dello Speron d'oro e dell'Ordine di Malta (1816).
Morì a Parigi l'11 ottobre 1822 e venne sepolto al Cimitero di Montparnasse.

## Opere nelle collezioni pubbliche

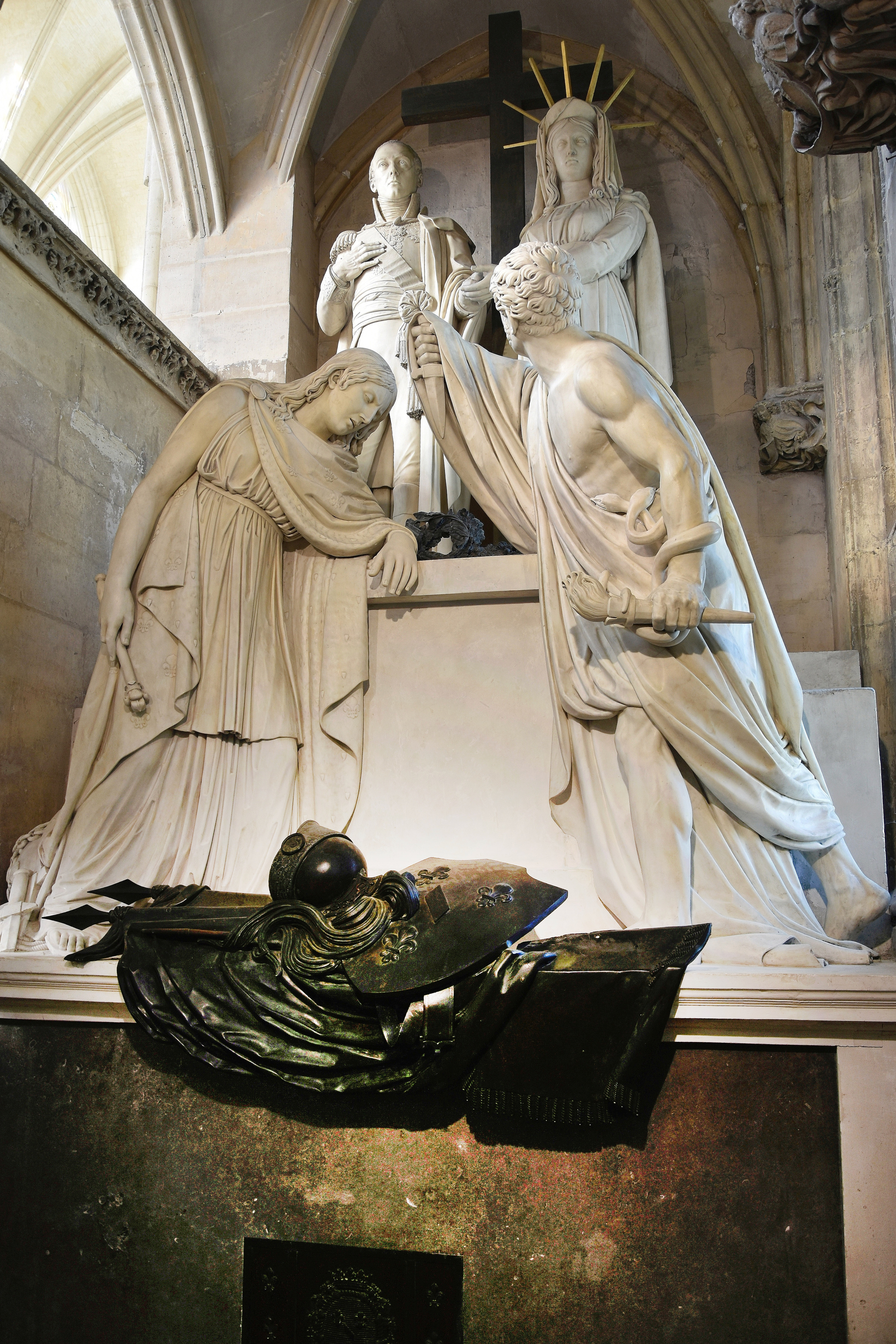
Monumento funebre del duca d'Enghien (1825), Castello di Vincennes.

- Ballancourt, castello di Saussay: Il generale Auguste de Colbert, statua di gesso, e Il conte generale di Canclaux, busto di marmo.
- Chantilly, Museo Condé:
  - Modello del monumento del duca di Enghien a Vincennes 1817, legno e gesso;
  - Ritratto di Luigi V Giuseppe di Borbone-Condé (1736-1818), busto di gesso;
  - La Forza del coraggio sostiene il Duca d'Enghien fino alla sua ultima ora…, due disegni, progetto di un monumento in memoria del duca d'Enghien;
  - Il diluvio, disegno;
  - Due romani salutano un imperatore seduto, disegno;
  - Porsenna, disegno.
- Château-Thierry, Museo Jean-de-La-Fontaine: Ritratto di Jean de La Fontaine, busto di gesso patinato.
- Isola di Aix, Museo napoleonico: Ritratto di Jean-Baptiste Bessières Duca d'Istria, Maresciallo di Francia (1768-1813), 1813, busto in gesso patinato in bronzo.
- Parigi:
  - Arco di Trionfo del Carrousel: Entrata a Vienna, bassorilievo.
  - Cattedrale di Notre-Dame, cappella di San Marcello: Mausoleo del Cardinale di Belloy.
  - Scuola superiore nazionale di belle arti:
    - Ritratto di Abelardo, 1801, busto in gesso in un medaglione di pietra;
    - Ritratto di Carlo VIII, 1799, busto in terracotta.

  - Chiesa di San Rocco:
    - La flagellazione, bassorilievo in gesso, 1,80 × 2,20 m, Cappella di San Carlo;
    - La deposizione, gruppo in gesso, 3 × 4,80 m, Cappella del calvario.

  - Louvre:
    - Muzio Scevola sfida il dolore, 1791, statua di marmo, sala di ricevimento presso l'Accademia;
    - Ritratto di Augustin Pajou, 1785, busto in terracotta;
    - Ritratto di Claude-Pierre-Louis Durand all'età di quattro anni (1783-1867), 1788, busto in gesso;
    - Studi per il mausoleo del Cardinale di Belloy, schizzi di gesso;
    - Studio di un uomo in piedi con un drappeggio sopra la spalla, disegno.

  - Palazzo Borbone, facciata laterale quai d'Orsay: Michel de l'Hôspital, statua di pietra. Fa parte di un gruppo di quattro statue di grandi figure della storia della Francia. Nel 1989, durante un restauro, sono stati sostituiti da calchi[4].
- Rueil-Malmaison, castelli di Malmaison e Bois-Préau: Ritratto del Papa Pio VII, 1805, busto in terracotta patinata.
- Versailles:
  - Palazzi di Versailles e Trianon:
    - Ritratto di Luigi XVII, 1790, busto di marmo[5];
    - Ritratto di Johann Joachim Winckelmann, busto in gesso macchiato;
    - Il Conte Jean Étienne Marie Portalis, statua di marmo;
    - Ritratto di Pierre-Nicolas de Fontenay, senatore (1743-1806), 1807, busto di marmo.

  - Museo Lambinet: Jean-Sylvain Bailly, sovrastampaggio in gesso del busto in marmo.
- Vincennes, castello di Vincennes, Cappella Santa: Monumento funerario del duca d'Enghien, 1825.

## Mostre
Dal 17 octobre 2014 all'8 giugno 2015, una serie di schizzi di Deseine per la tomba del cardinale de Belloy è stata presentata a Parigi al Museo del Louvre.

## Galleria d'immagini

Opere di Louis Pierre Deseine
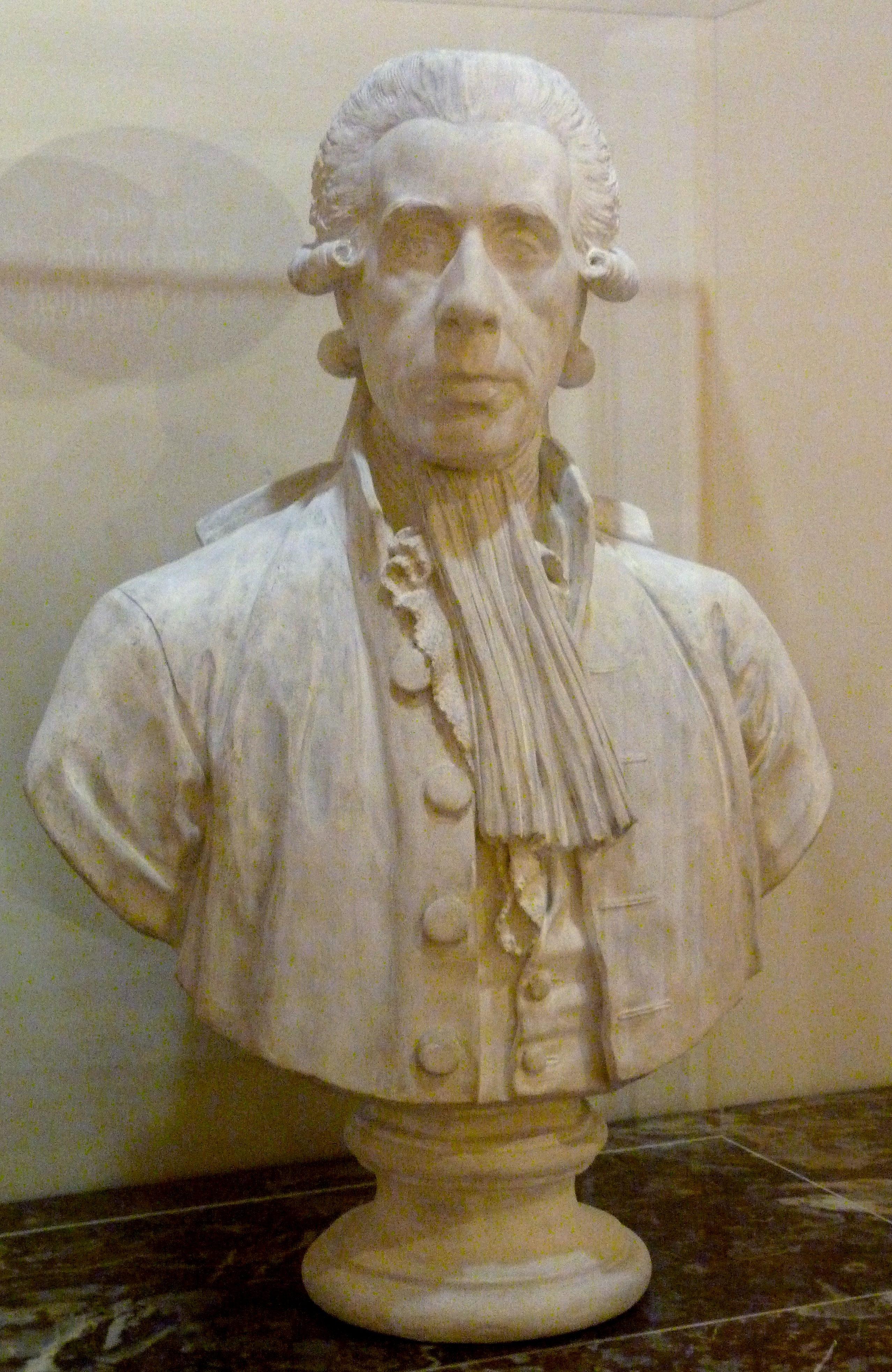
Jean-Sylvain Bailly, Versailles, museo Lambinet.
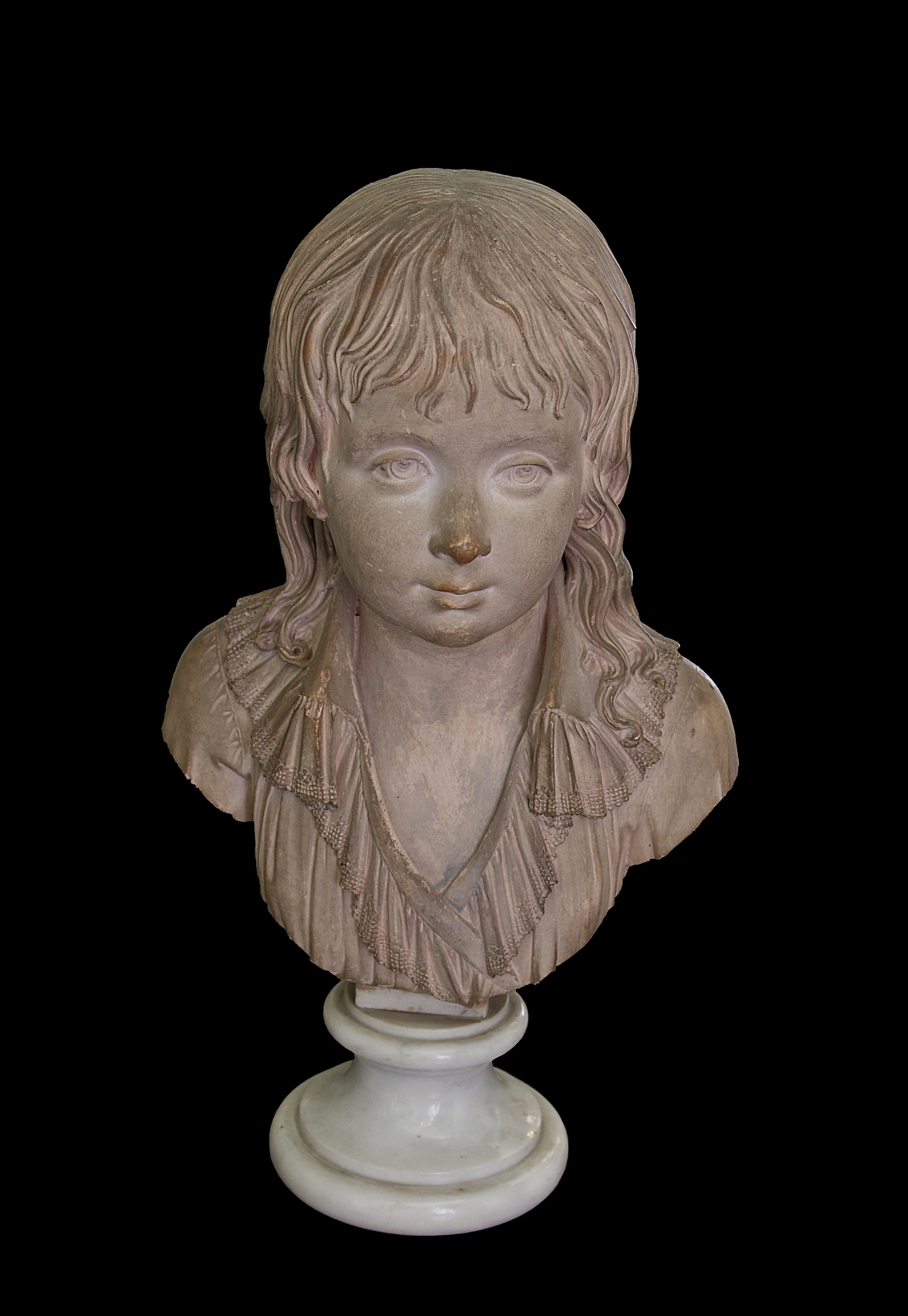
Busto di Luigi Carlo di Francia delfino, fine degli anni 1780-inizio 1790, Reggia di Versailles.
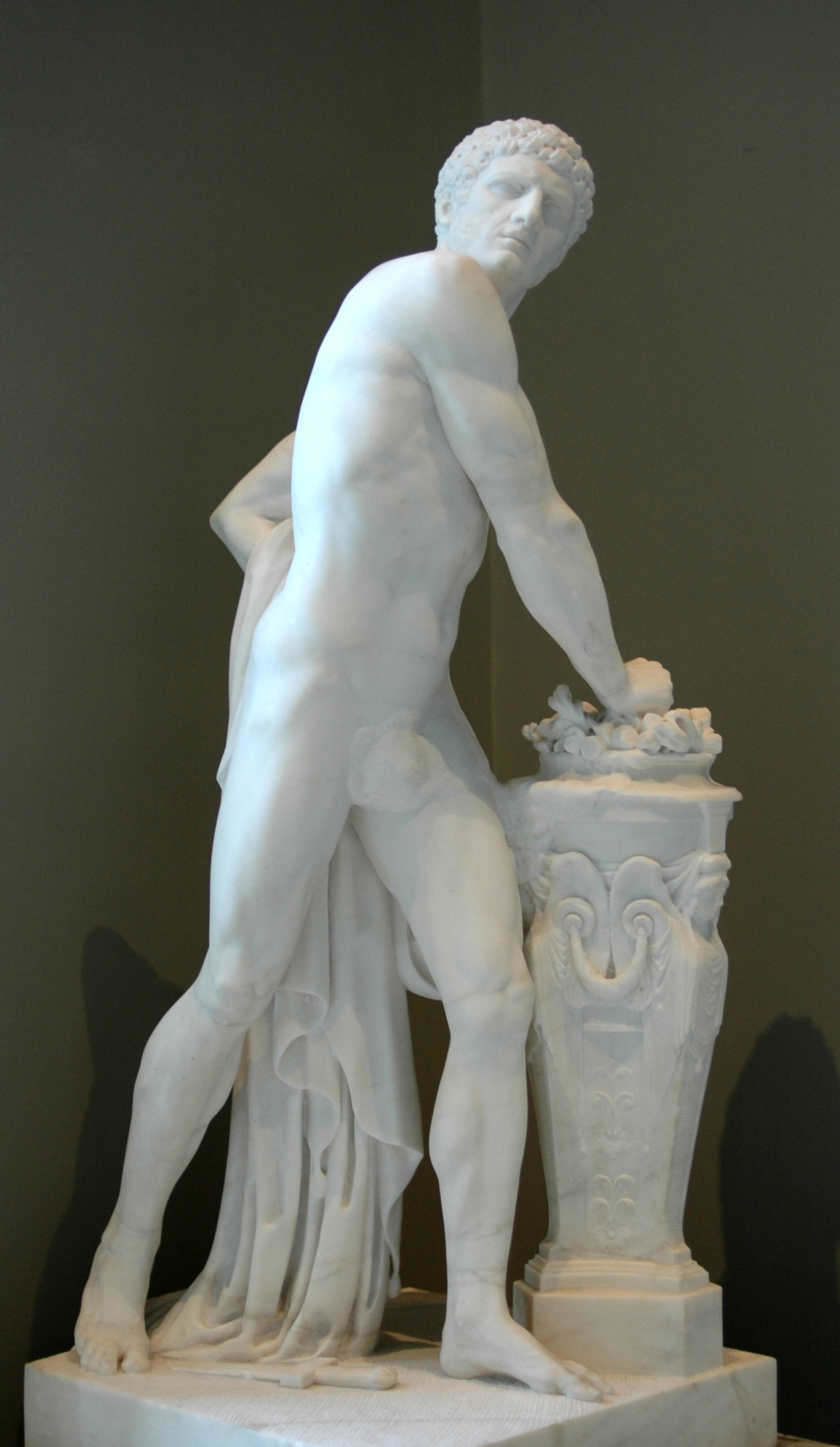
Muzio Scevola sfida il dolore (1791), Parigi, Museo del Louvre.
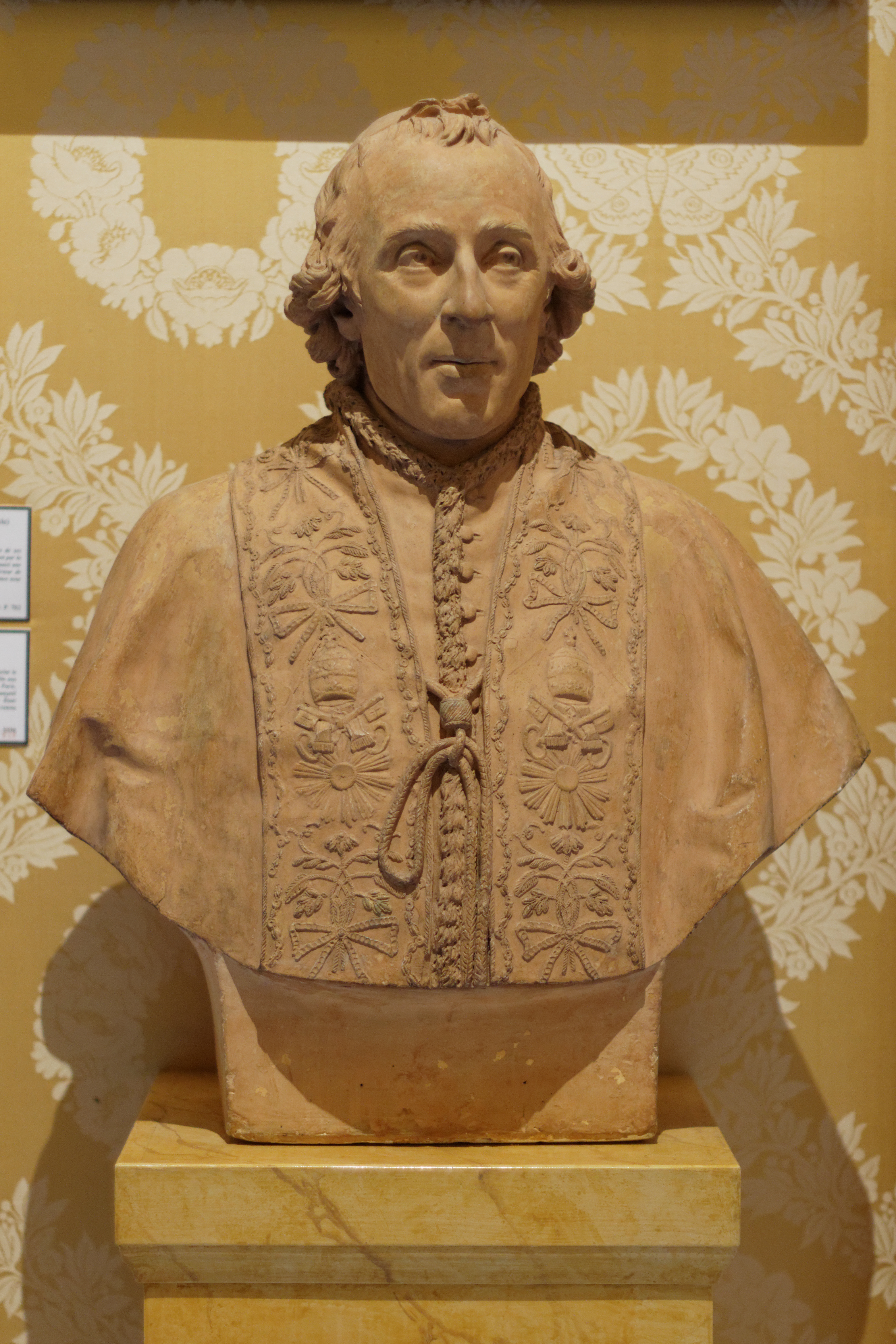
Pio VII (1805), Parigi, Museo Carnavalet.
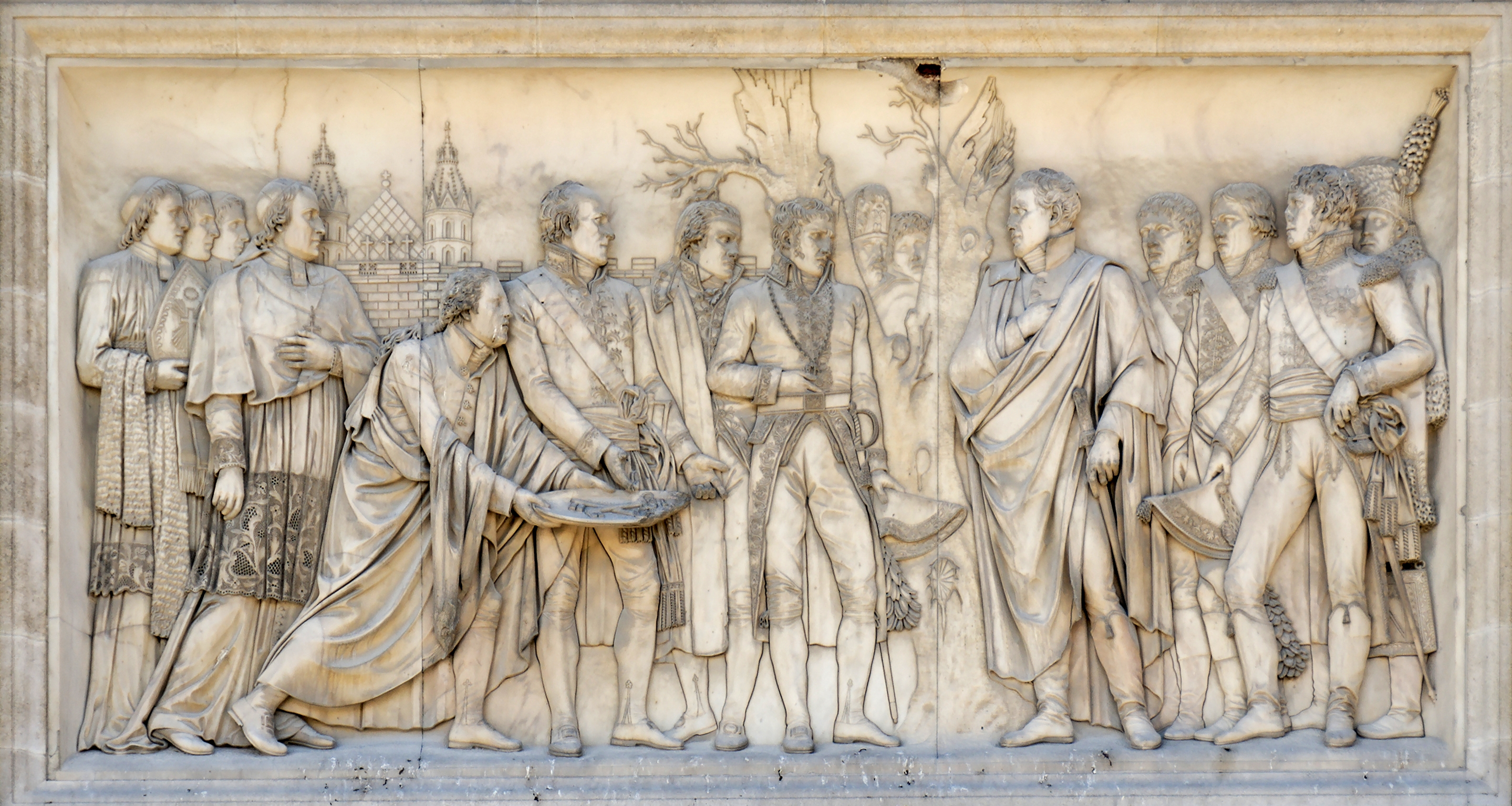
Entrata a Vienna (1809), bassorilievo, Parigi, Arco di Trionfo del Carrousel.
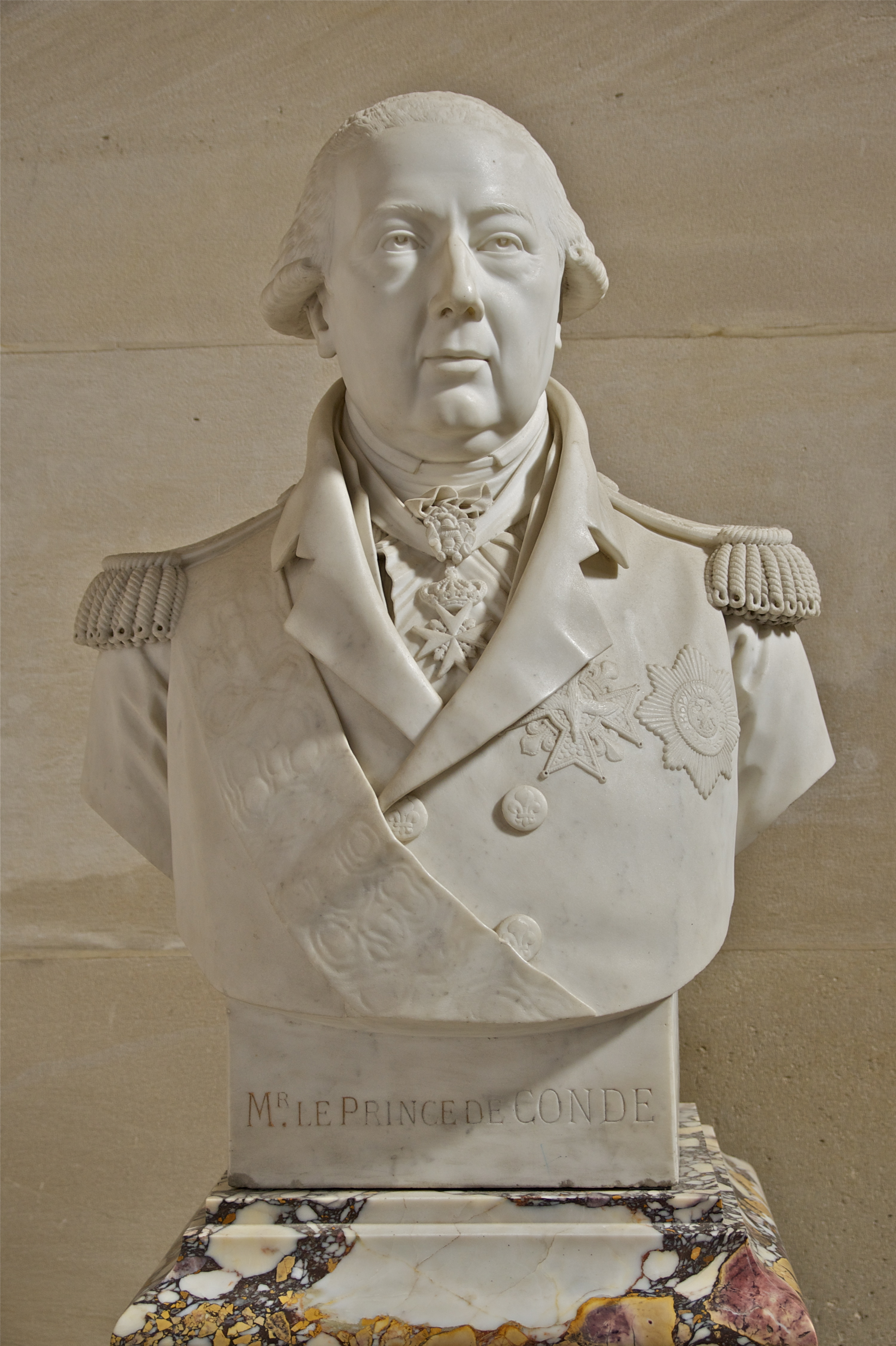
Il Principe di Condé (1814), Chantilly, museo Condé.
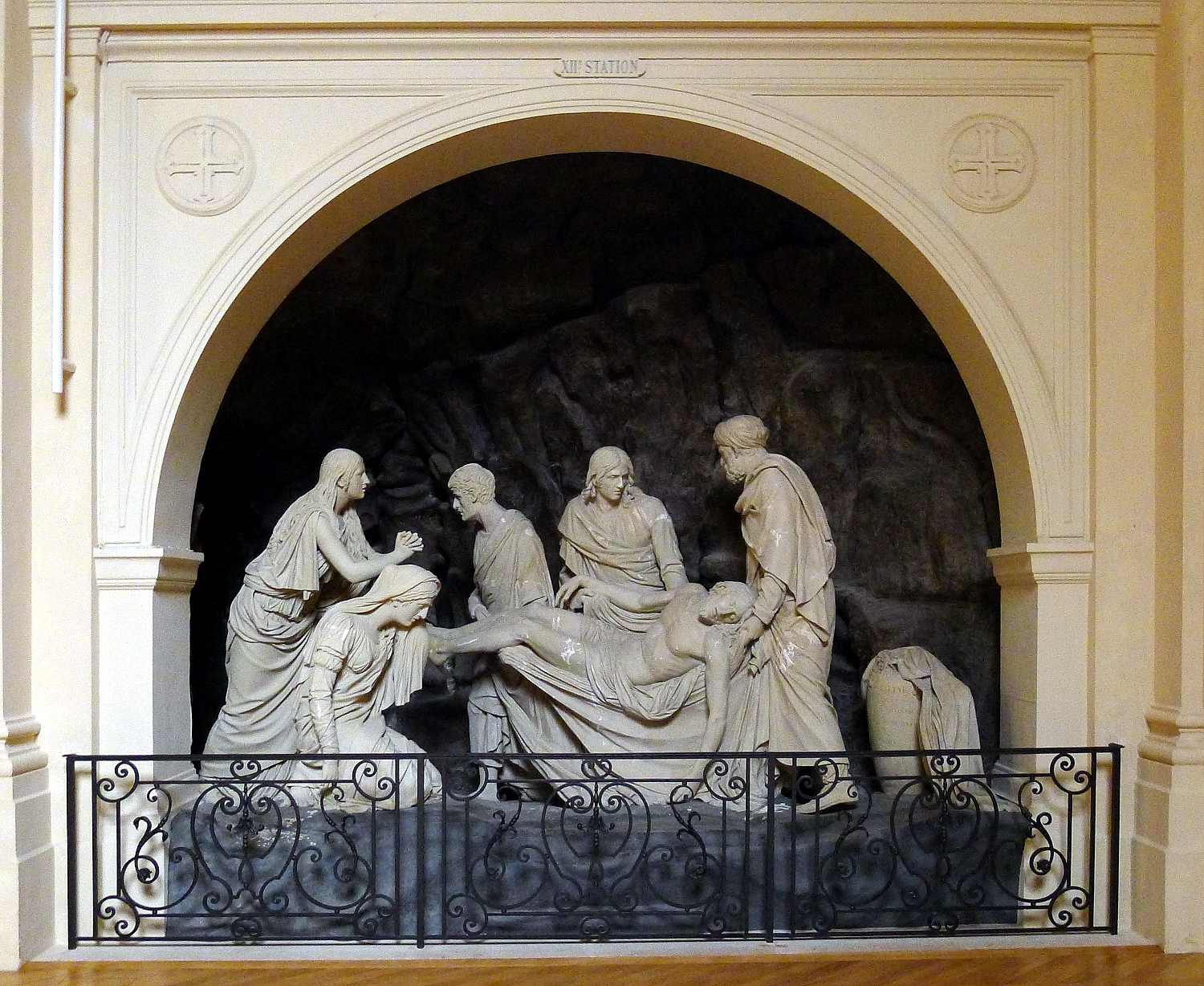
La deposizione, Parigi, Chiesa di san Rocco.